# 暾欲谷碑

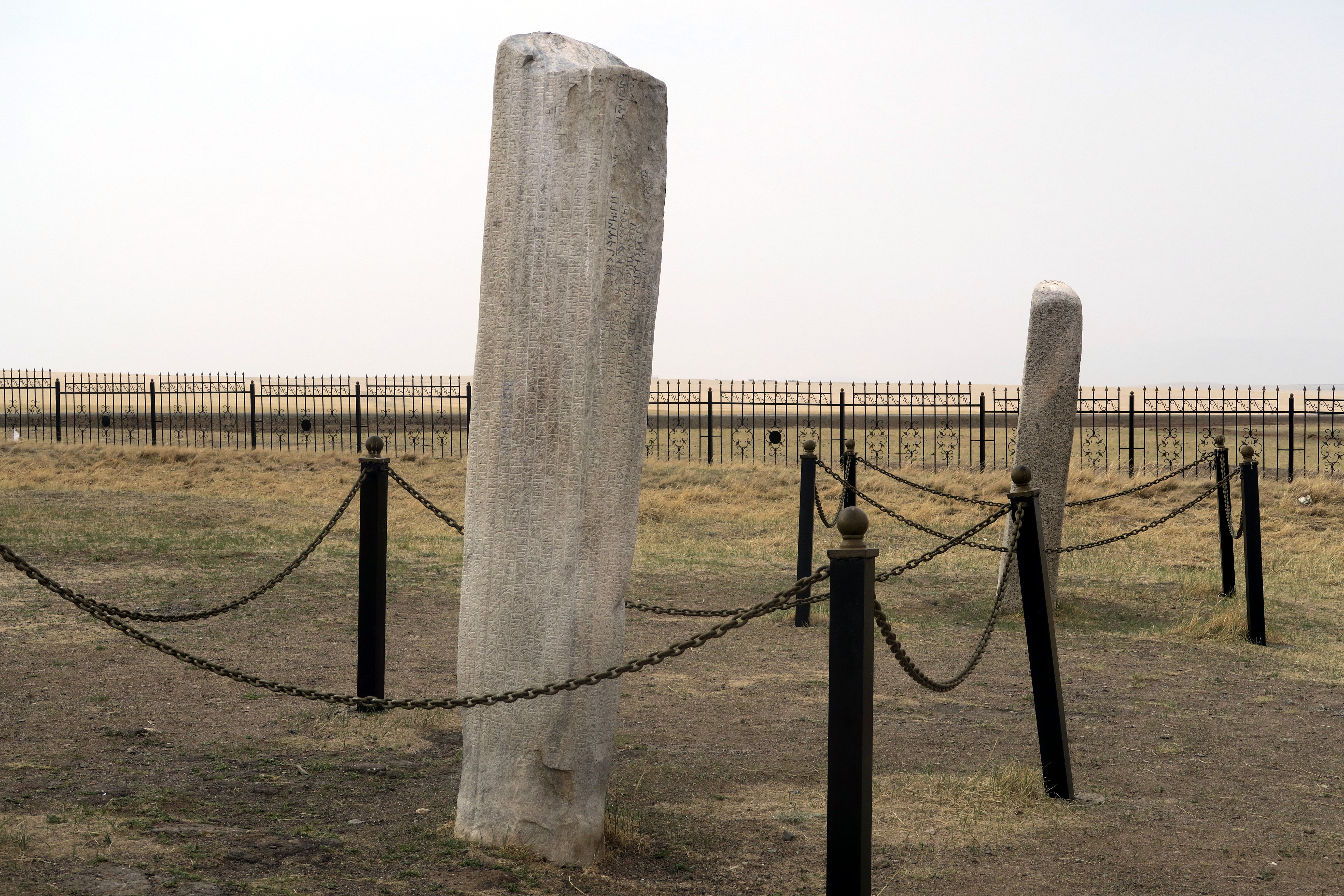
暾欲谷碑

暾欲谷碑位于今日蒙古国境内，是8世纪时期的一个古突厥文碑铭。其建立者为后突厥汗国的丞相暾欲谷。
暾欲谷碑于1897年在土拉河上游的一个山谷里被发现。这个地方当时属于清朝的外蒙古管辖之下，现在属于蒙古国中央省纳来哈区。

## 内容构成
1. 唐朝羁縻支配下突厥遗民的起事反唐。
2. 骨咄禄与暾欲谷率领的独立战争。
3. 远征九姓铁勒（占领於都斤山）
4. 在漠南的战斗（报告了唐朝、黠戛斯、突骑施的三国同盟）
5. 远征突骑施
6. 远征粟特
7. 对暾欲谷武勋的概括以及对其的赞辞
8. 编后记

## 外部連結
- 碑文 （页面存档备份，存于）